# 布萊克冰原島峰
72°59′S 74°28′E / 72.983°S 74.467°E
布萊克冰原島峰是南極洲的冰原島峰，位於維多利亞地，屬於格羅夫山脈的一部分，處於哈丁山西南面19公里，由9座山峰組成，由澳大利亞的探險隊繪入地圖。